# کالج اولیوت

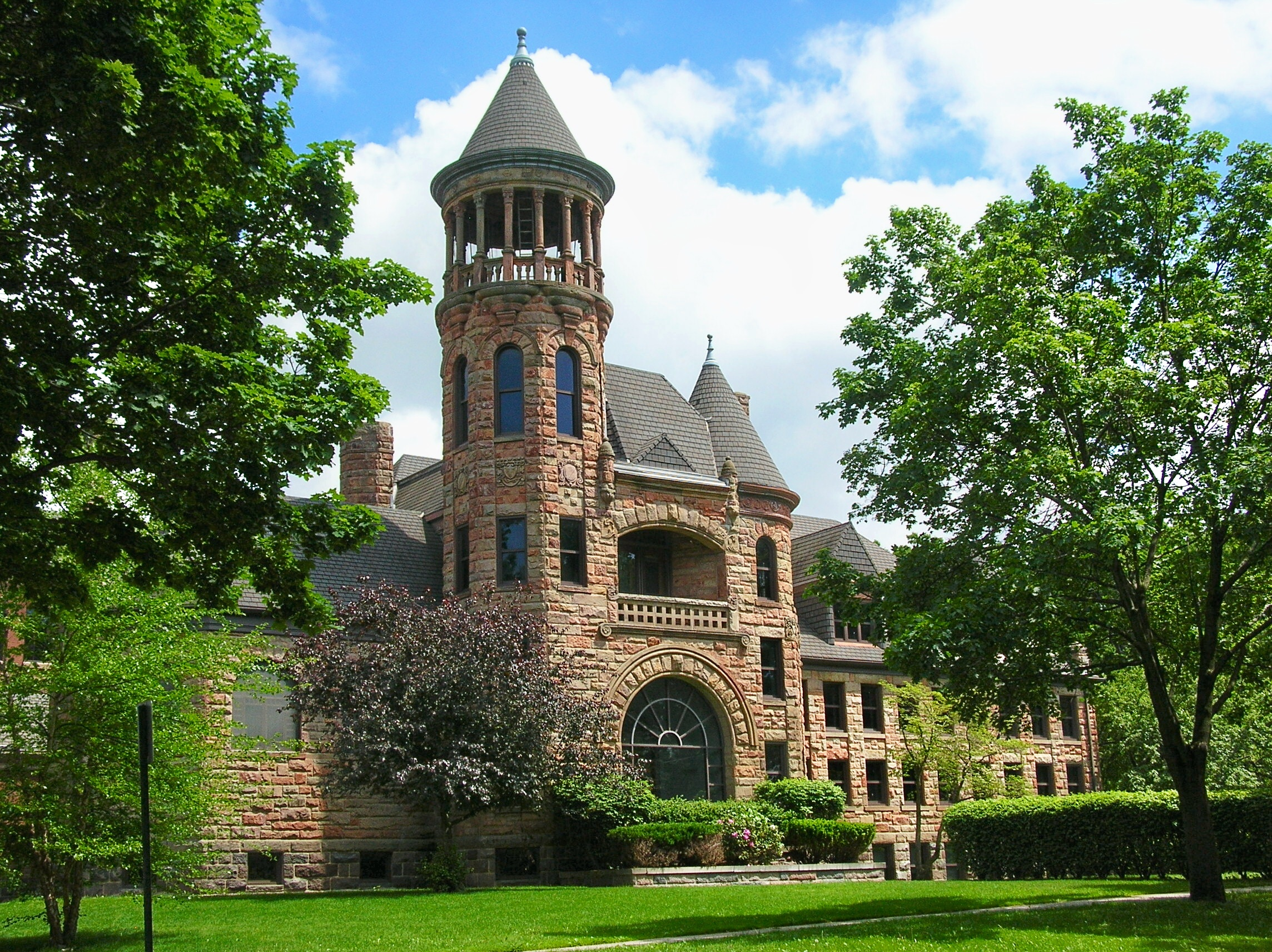
کتابخانه Burrage کالج Olivet

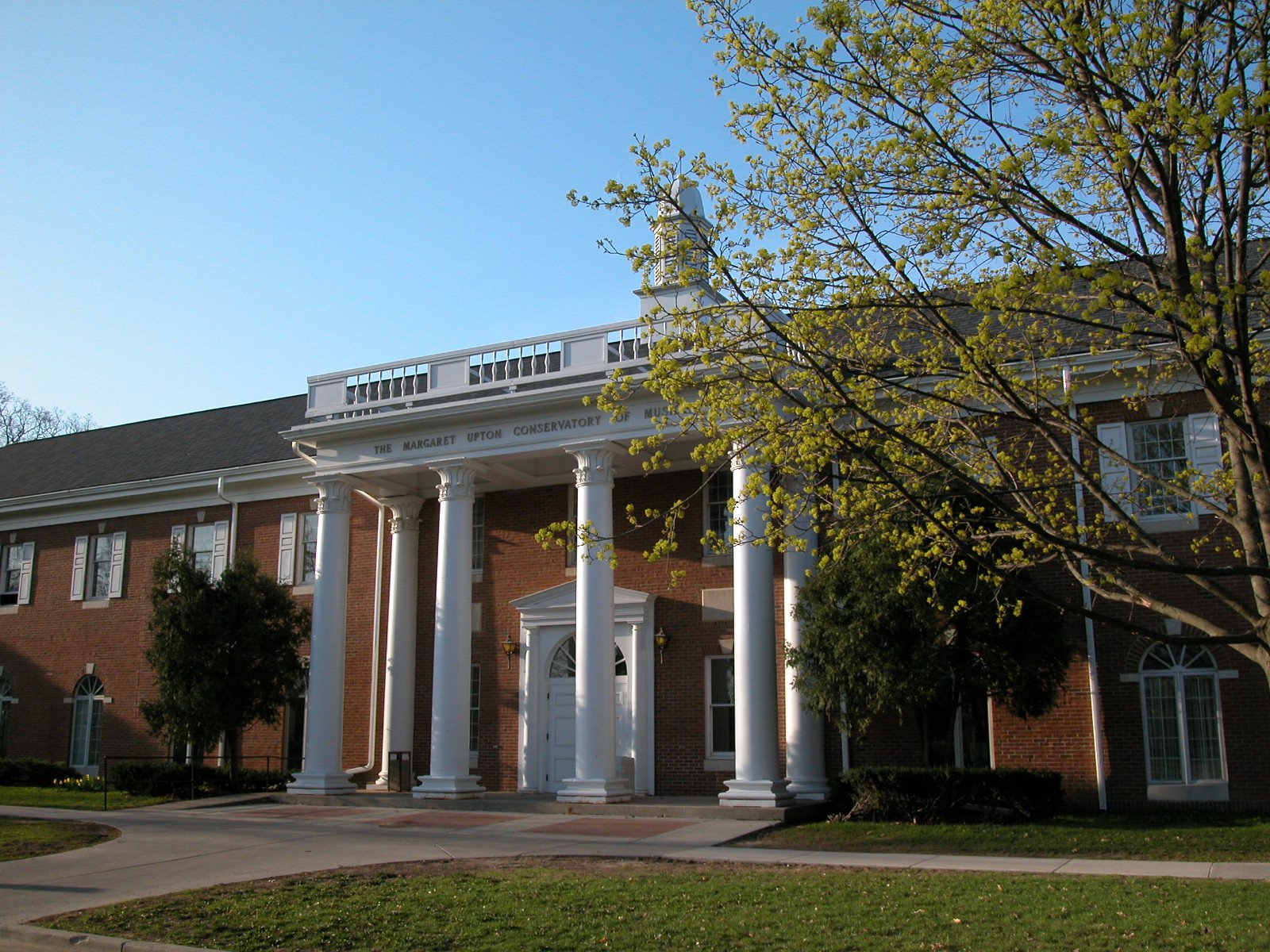
هنرستان موسیقی مارگارت آپتون

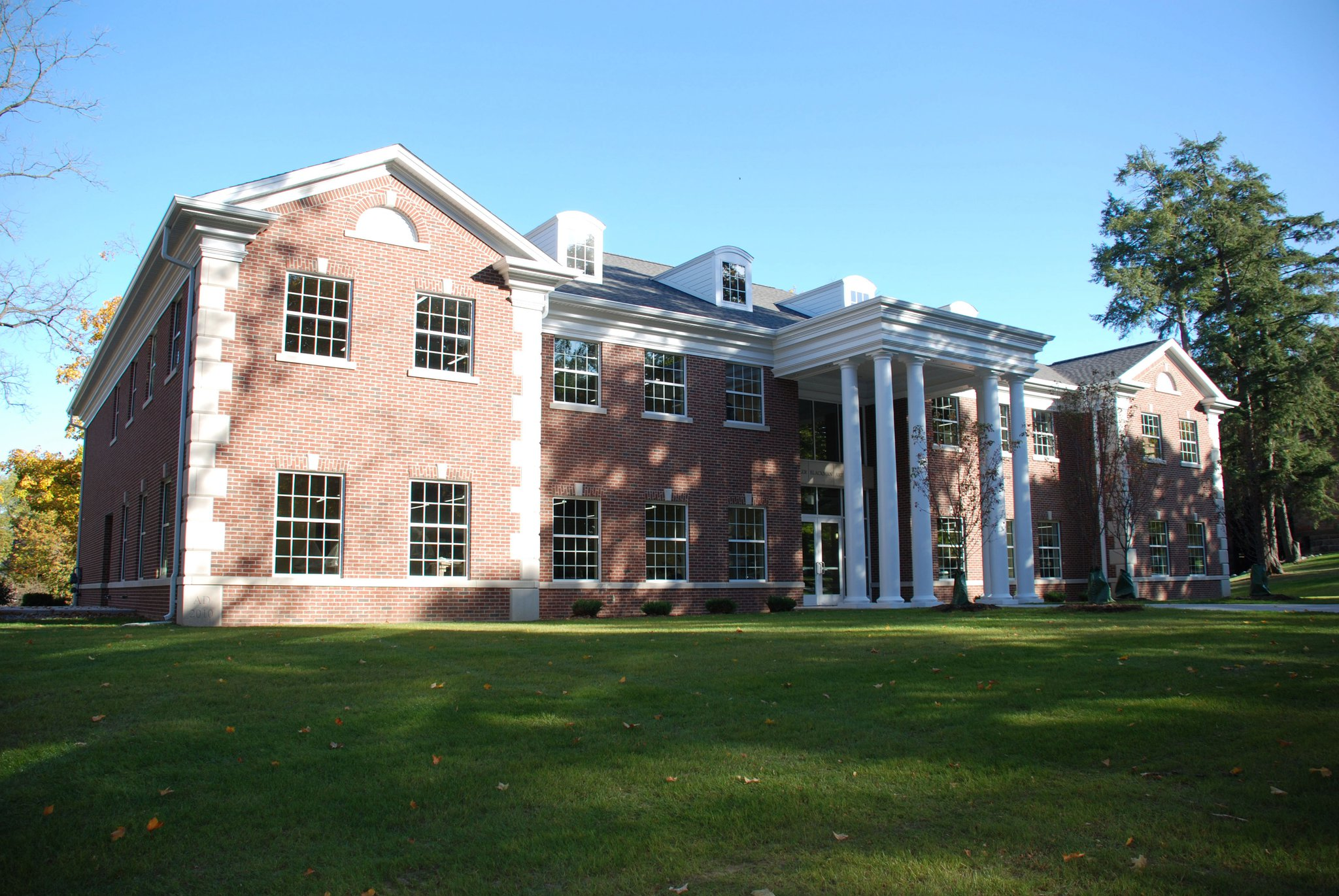
Riethmiller Blackman Art Building که استودیوهای هنری کالج ، نمایشگاه ها و کلاسهای درس دانشکده را در خود جای داده است.

کالج الیوت یک کالج خصوصی مسیحی در الیوت ، میشیگان است . کالج الیوت وابسته به کلیسای متحد مسیح و انجمن ملی کلیساهای مسیحی جماعت است و در سنت اصلاح شده پروتستان قرار دارد. این دانشکده توسط کمیسیون آموزش عالی معتبر شناخته شده‌است. کالج الیوت در سال 1844 توسط مبلغان کالج اوبرلین تاسیس شد و بعد از این کالج، اولین کالج مختلط در ایالات متحده بود.

## یادداشت ها و منابع
1. ↑  "Higher Learning Commission". www.hlcommission.org (به انگلیسی). Retrieved 2017-07-08.
2. ↑  Harris, Leslie M.; Campbell, James T.; Brophy, Alfred L., eds. (2019). Slavery and the University: Histories and Legacies. University of Georgia Press. p. 211. ISBN 9780820354446.